# استیون ایروین
استیون ایروین (انگلیسی: Steven Irwin؛ زادهٔ ۲۹ سپتامبر ۱۹۹۰) بازیکن فوتبال اهل بریتانیا است.
از باشگاه‌هایی که در آن بازی کرده‌است می‌توان به باشگاه فوتبال لیورپول اشاره کرد.